# Aage Holm
Aage Vilhelm Holm (* 16. Februar 1890 in Kopenhagen; † 4. Oktober 1957 ebenda) war ein dänischer Schwimmer.

## Karriere
Holm nahm 1908 an den Olympischen Spielen in London teil. Im Wettbewerb über 400 m Freistil scheiterte er im Vorlauf. Daneben war der Däne auch als Fahnenträger bei der Eröffnungsfeier eingesetzt.
Seine Brüder Knud Holm und Poul Holm waren ebenfalls Teilnehmer von Olympischen Spielen.